# Classicisme structurel
Le classicisme structurel est une architecture générée par certains architectes du XIXe siècle tels que Henri Labrouste dans la bibliothèque Sainte-Geneviève et sur le site Richelieu de la bibliothèque nationale à Paris, ou encore Auguste Perret au XXe siècle.

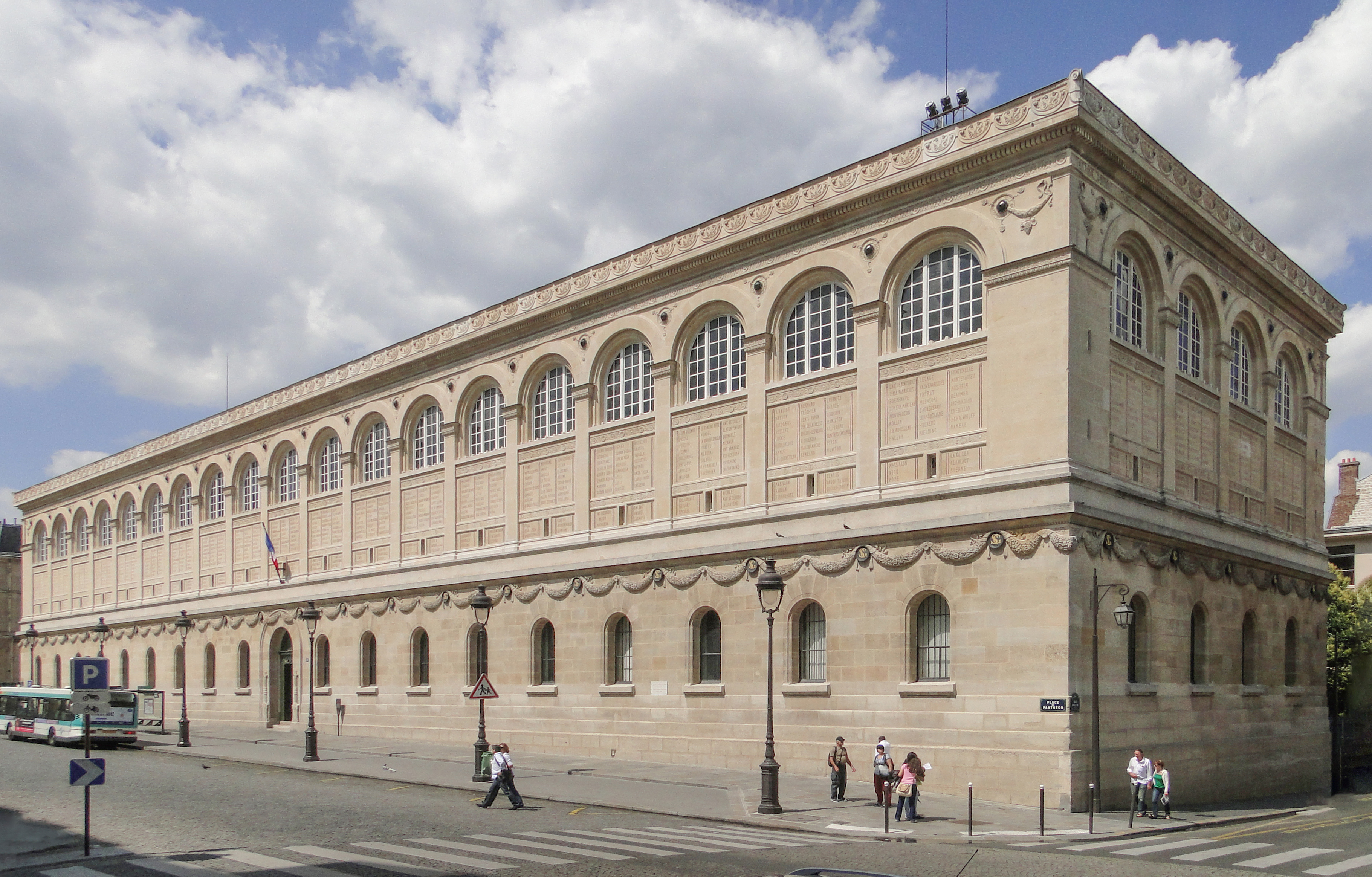
Façade principale de la bibliothèque Sainte-Geneviève. Place du Panthéon, Paris.
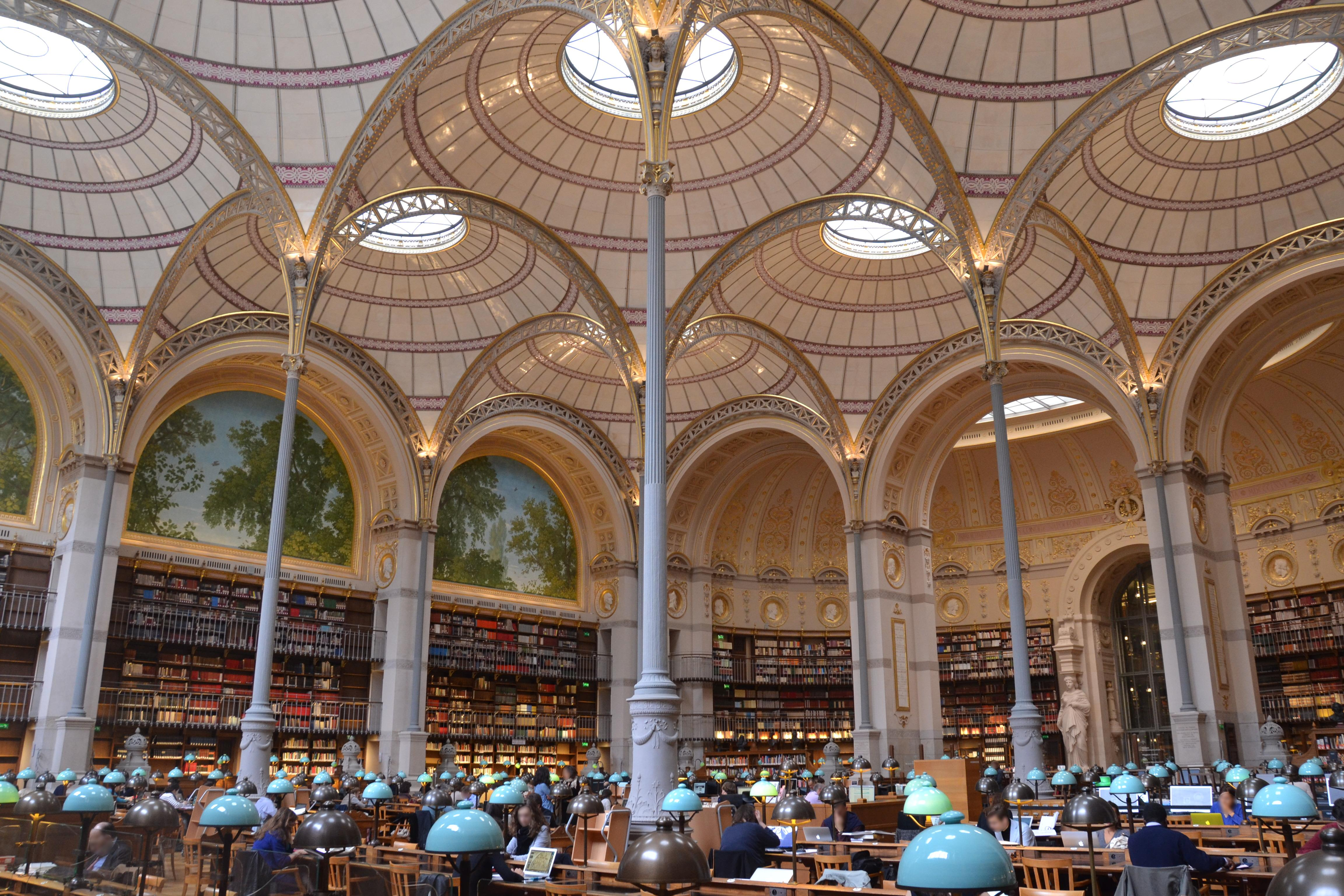
Salle de lecture réalisée dans les années 1860 par Henri Labrouste pour la Bibliothèque impériale. Quadrilatère Richelieu, Paris.
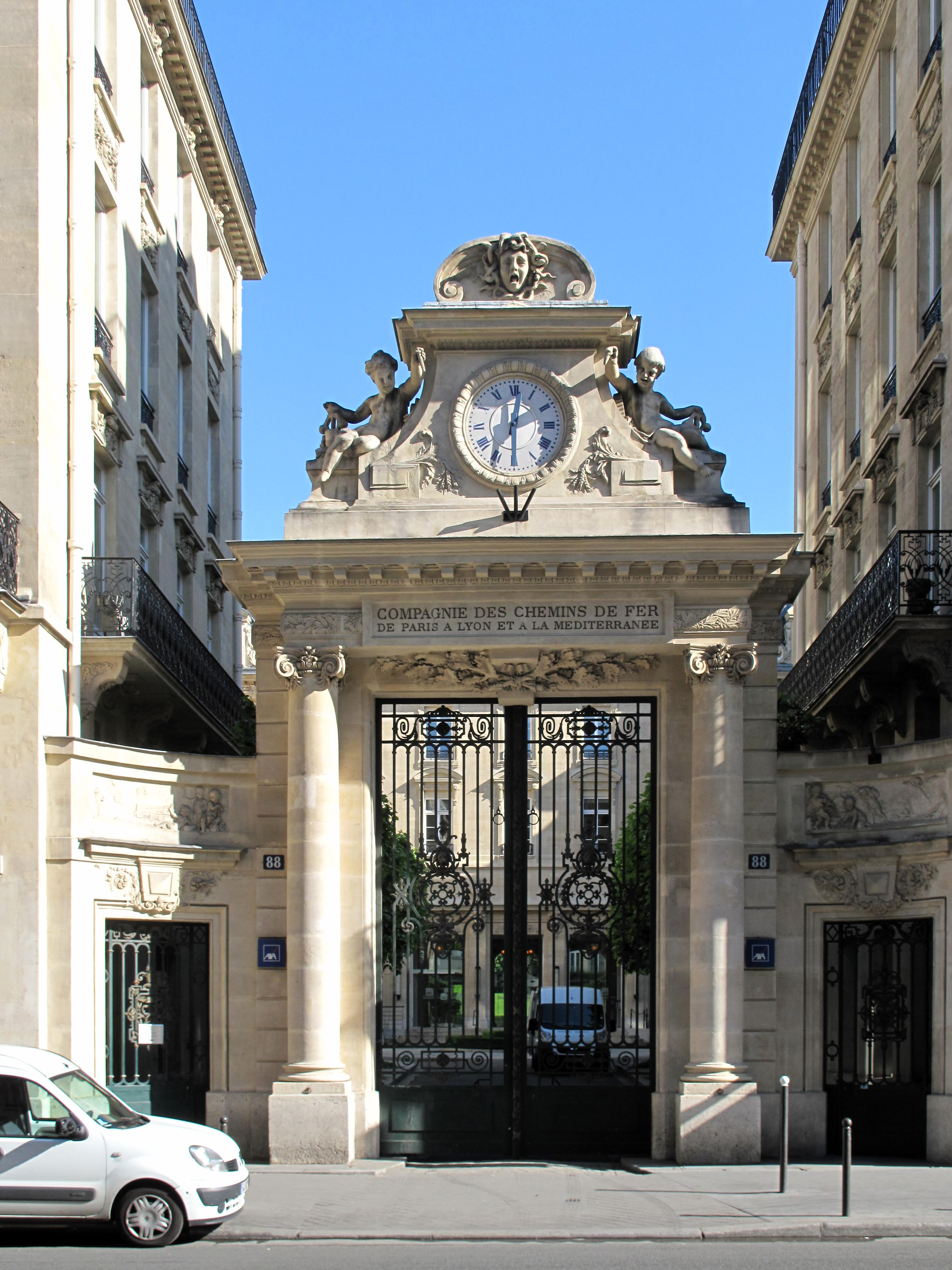
Bâtiment de la compagnie des chemins de fer de Paris à Lyon et à la Méditerranée. Rue Saint-Lazare (Paris).
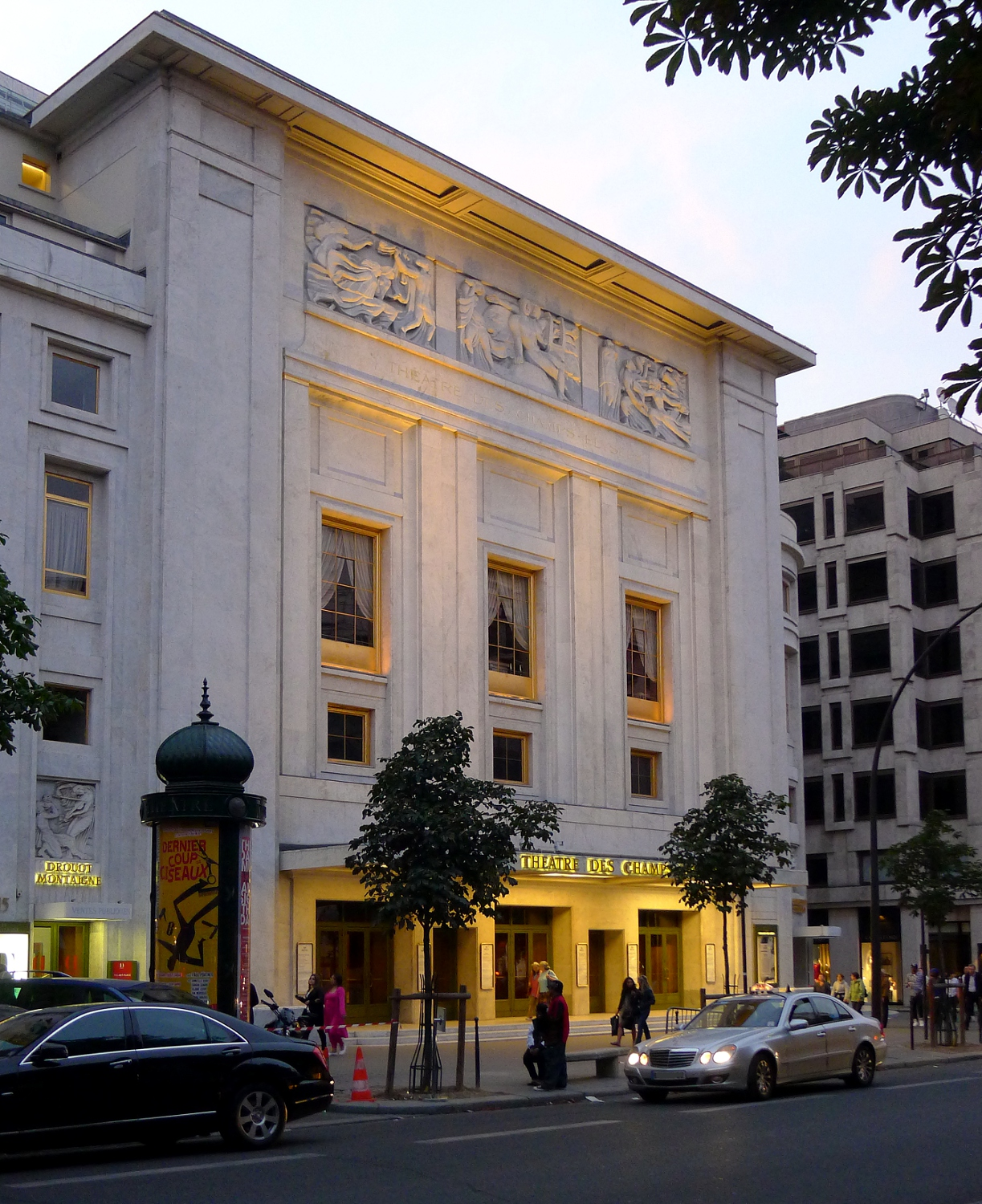
Façade du théâtre des Champs-Élysées. Avenue Montaigne, Paris.
Orgue et tribune de l'église Notre-Dame-de-la-Consolation. Le Raincy.
Façade du palais d'Iéna. Place d'Iéna, Paris.
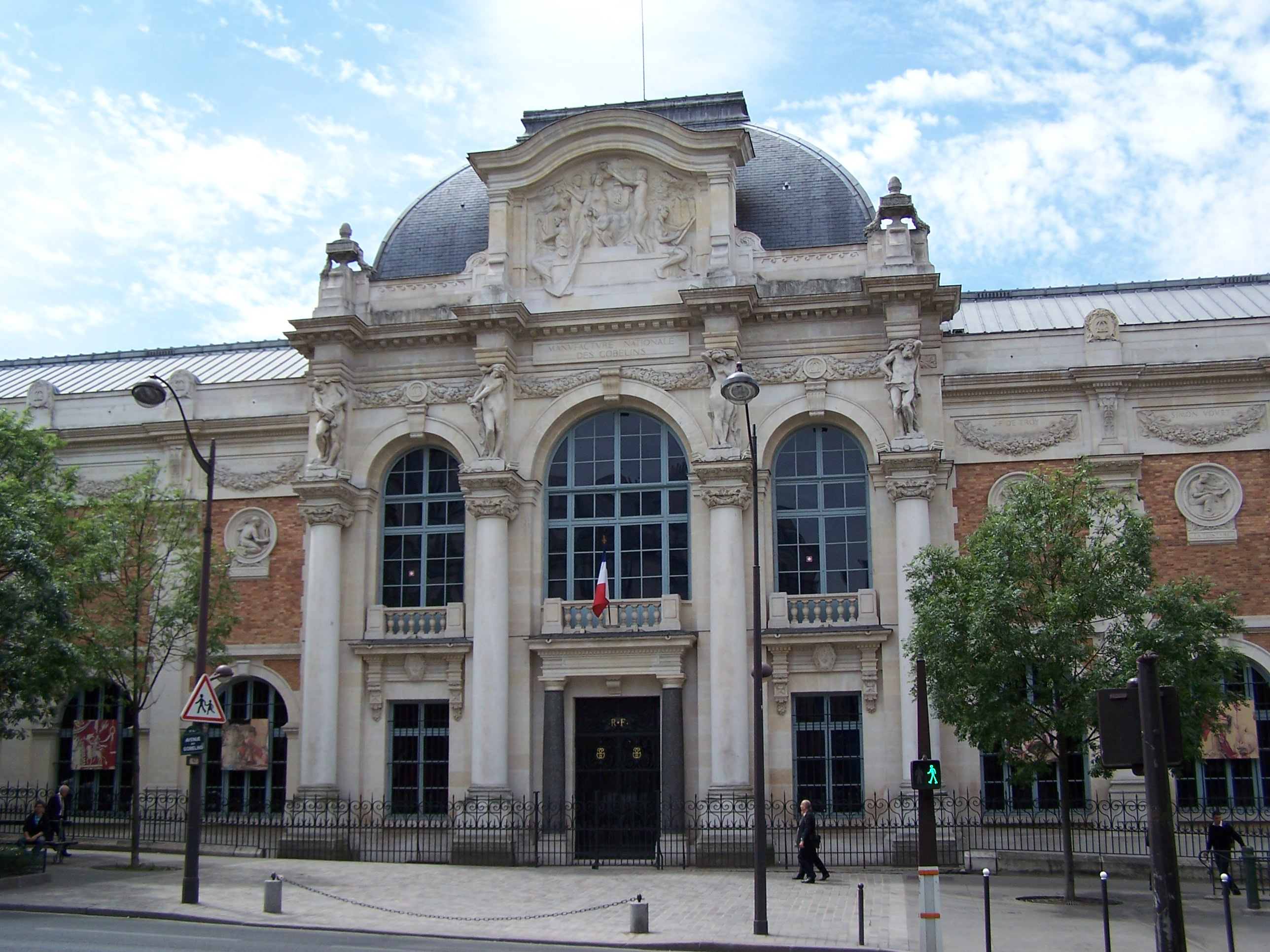
La galerie des Gobelins datant de 1914. Avenue des Gobelins, Paris.
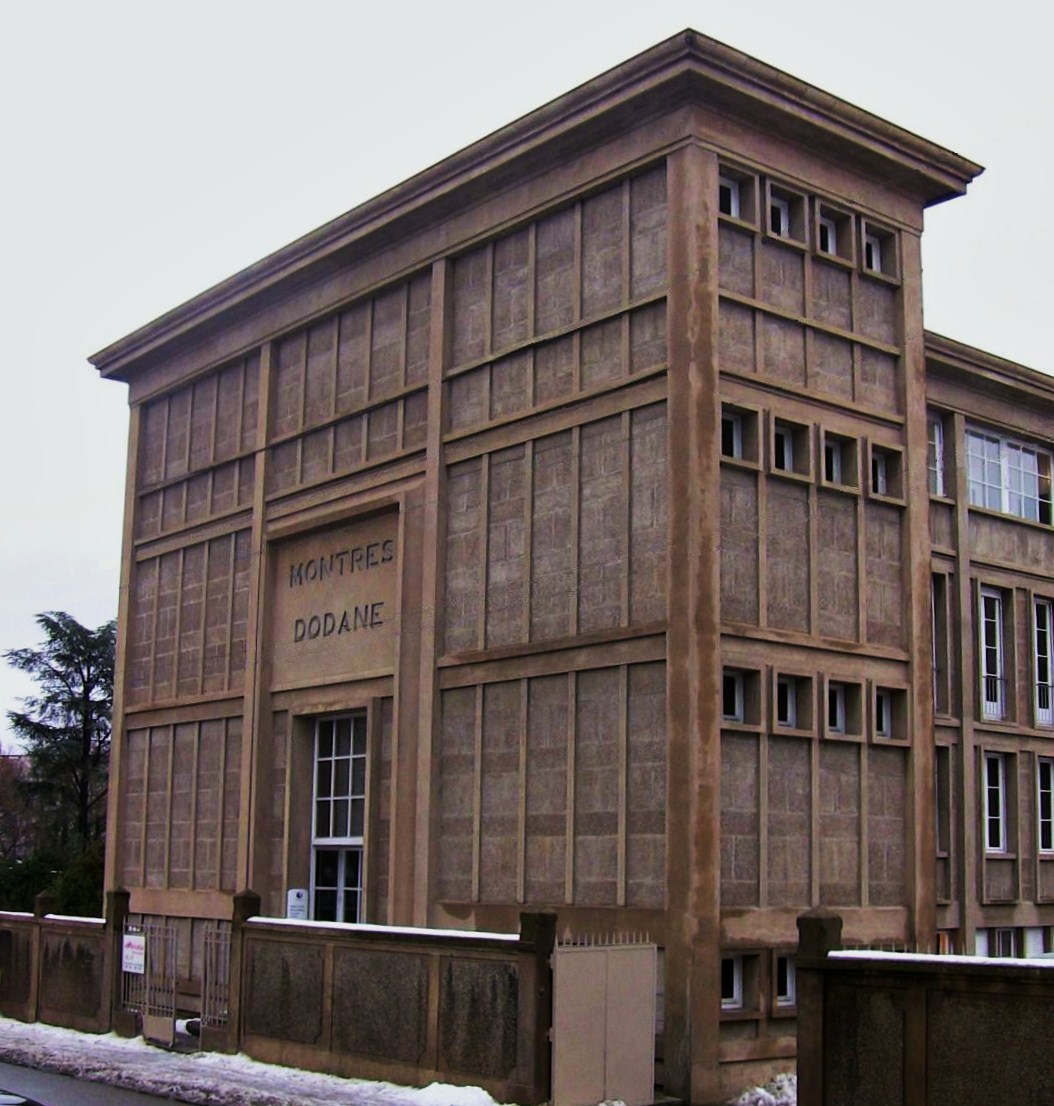
Façade principale de l'usine des horlogeries Dodane. Besançon.
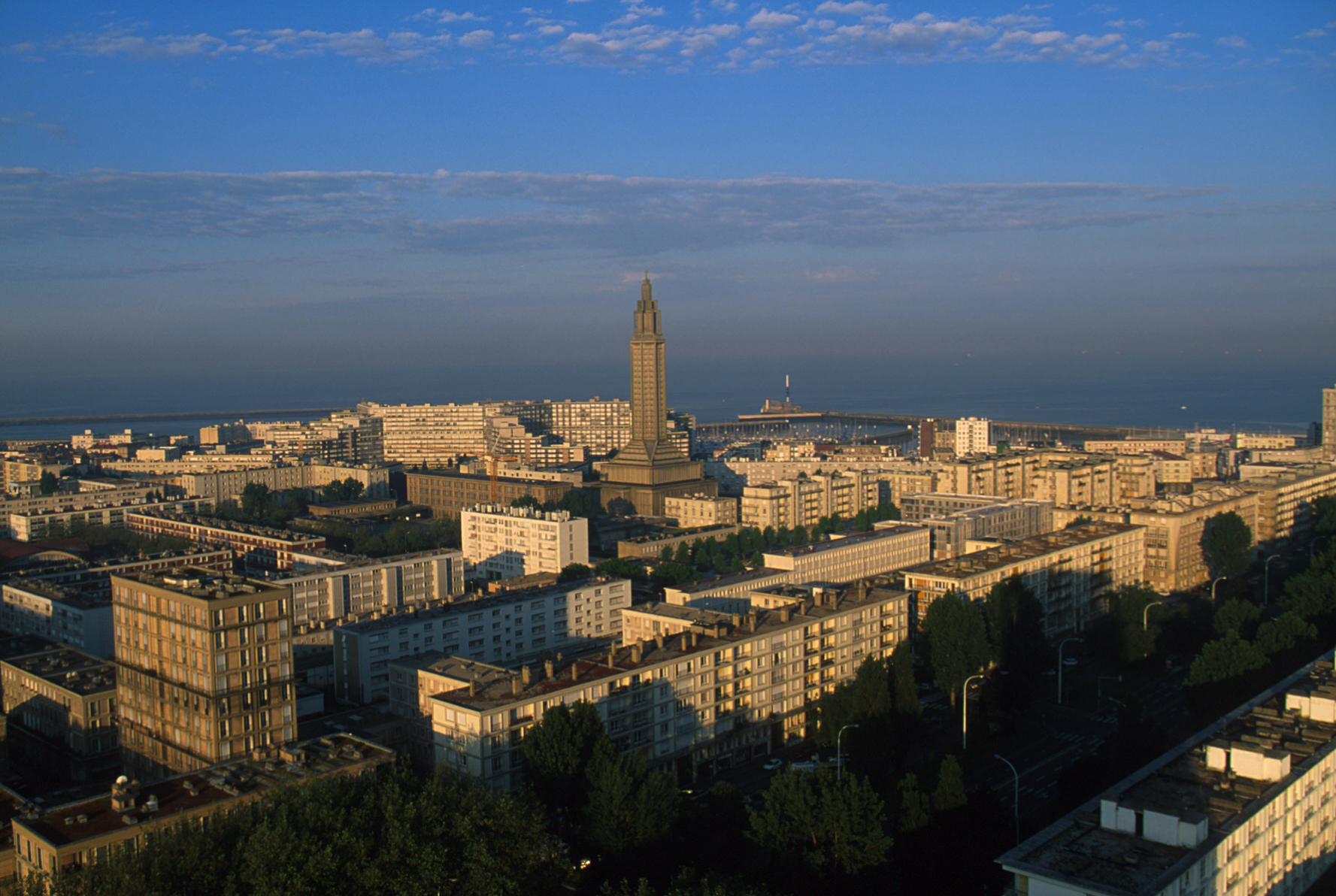
Centre-ville reconstruit du Havre. Le Havre.
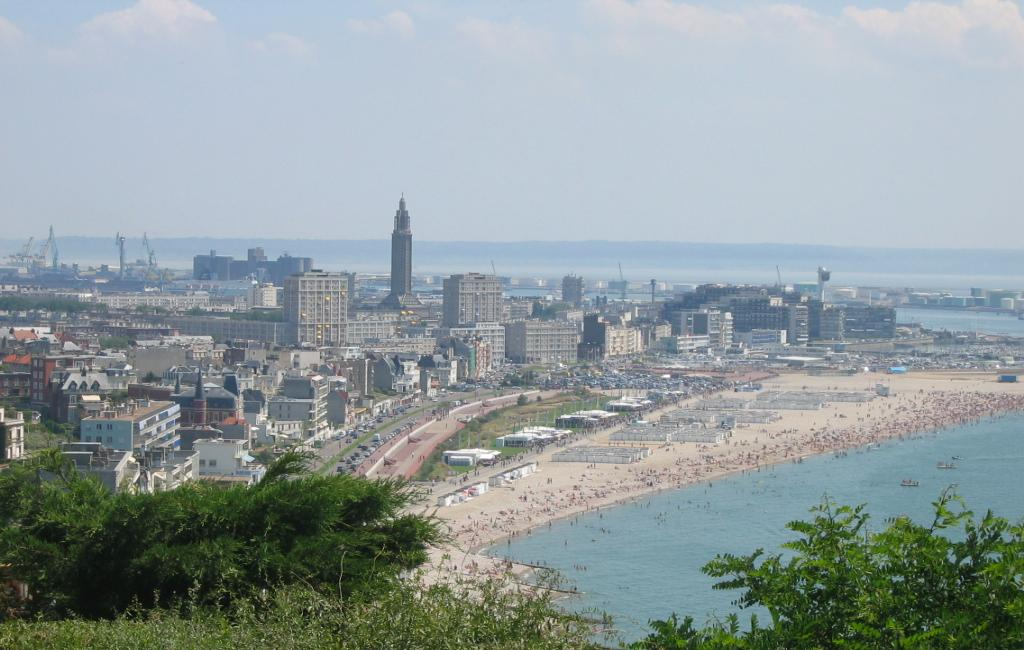
Front de mer. Le Havre.
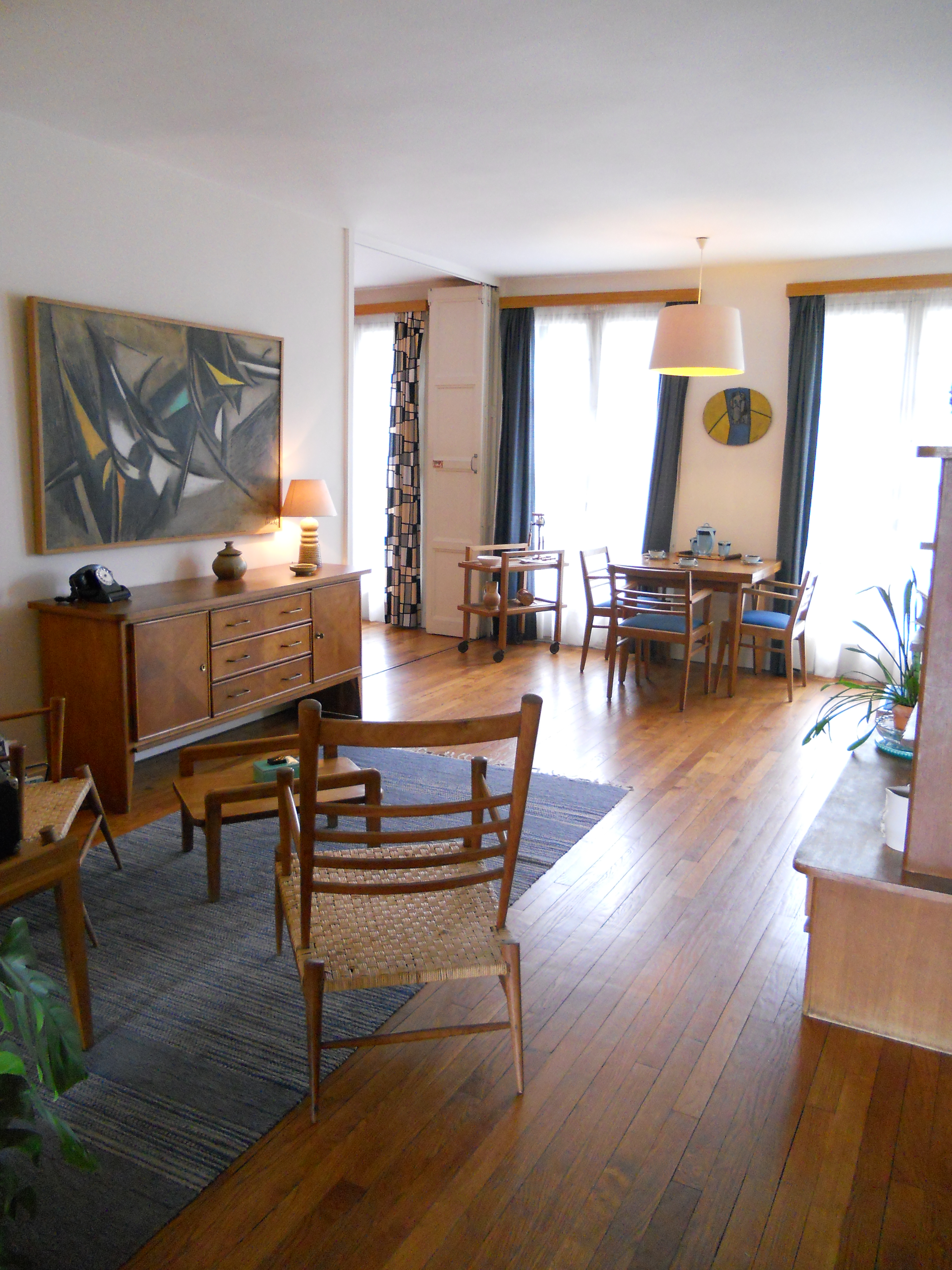
Architecture d'intérieur. Appartement témoin Perret, Le Havre.